# Mezőszentmihály
Mezőszentmihály (románul Sânmihaiu de Câmpie) település Romániában, Beszterce-Naszód megyében.

## Fekvése
Tekétől nyugatra, a Lekence bal partján, Besztercétől délre, Lompérd és Fűzkút között fekvő település.

## Nevének eredete
Nevét valószínűleg Mihály arkangyal tiszteletére szentelt templomáról kapta, amely később nyomtalanul eltűnt.

## Története
1283-ban Zentmyhaltelke néven említik először. A település a Tomaj nemzetség tagjainak birtokai közé tartozott.
Későbbi névváltozatai: 1322-ben p.Zenthmihaltelke, Zenthmyhalteluke, 1357-ben p. Zenmihaltelku, 1360-ban
Zenth-Myhalthelke, 1374-ben p. Zenthmihaltelke, . 1381: p. Zentmyhaltelke,
1319-ben v. Scenmihaltelukenéven említették. Ekkor a Tomaj nemzetségből származó Losonci Dénes fiai osztoztak meg rajta, és Losonci Tamásnak jutott, majd 3 évvel később, 1322-ben Tamás és fiai 100 M-ért eladták Tivan fia Balázsnak. 1329-ben Budatelke
határosaként szerepelt, de említették Búza metálisában is a Lompérthegyese felőli oldalon (Gy 3: 372).
1329-ben t. Zentmihalfolwa ~ Zentmihalteleke néven a régeni uradalom tartozéka volt. 1501-ben p.
Zenth Mihaltelke a Bánffy, Losonczi; Harinnai Farkas, Bongárti Porkoláb és Tótőri-birtok; a
besztercei apácáké is volt. 1455: Tótőri Pálnak idevaló kenéze ura nevében járt el. 1501-ben a besztercei Szűz Mária-kolostor apácáit vezessék be Zenthmihalthelke (ama rész kivételével, amelyet Farkas
Tamás korábban Bongárti Porkoláb Demeternek adományozott), továbbá a falu alatt dél
felé fekvő ZenthMyhalthelky Tho nevű halastóba és a rajta levő háromkerekű malom két részébe. Vajdai emberek: Széplaki Erdős János és Kajtor Gergely, Monyarosi Gyula László voltak. 1501-ben Széplaki Kajtor Gergely vajdai ember és a konvent tanúbizonysága szerint Pál frater pap a besztercei Szűz Mária-kolostor apácáit beiktatta az itteni egészbirtokba.
A trianoni békeszerződésig Kolozs vármegye Mezőörményesi járásához tartozott.

## Lakossága
1910-ben 1016 fő lakta a települést, ebből 823 román, 110 magyar, 83 cigány volt.
2002-ben 712 lakosa volt, ebből 610 román, 93 cigány és 9 magyar.